# Maciej Trzeciak
Maciej Trzeciak (ur. 8 maja 1974 w Resku, zm. 21 września 2016 w Gorzowie Wielkopolskim) – polski urzędnik państwowy, podsekretarz stanu w Ministerstwie Środowiska.

## Życiorys
Syn Józefa i Teresy. W latach 2007–2009 piastował funkcję podsekretarza stanu i głównego konserwatora przyrody w Ministerstwie Środowiska. W grudniu 2008 został oskarżony na łamach dziennika „Rzeczpospolita” o to, iż w 2007 na podstawie fikcyjnego meldunku kupił 206 hektarów ziemi w województwie zachodniopomorskim, by w konsekwencji zarobić na dopłatach z Unii Europejskiej. W styczniu 2009 w związku z dziennikarskimi oskarżeniami podał się do dymisji. Jego sprawą zajmowało się Centralne Biuro Antykorupcyjne i policja w Szczecinie.
Był również między innymi członkiem Rady Nadzorczej Wojewódzkiego Funduszu Ochrony Środowiska i Gospodarki Wodnej w Szczecinie oraz Wojewódzkim Konserwatorem Przyrody w Szczecinie. Zmarł 21 września 2016.